# Случай с Саймонтоном
Случай с Саймонтоном — якобы имевший место 18 апреля 1961 года недалеко от реки Игл в Висконсине случай с неопознанным летающим объектом с человекоподобными существами в нём. Является лучшим примером так называемого абсурдного случая. Заслуживающий доверия предполагаемый очевидец, 60-летний фермер-птицевод Джо Саймонтон или Симонтон (англ. Simonton) сообщал, что неизвестные, сидевшие внутри «летающей тарелки», угощали его свежеиспечёнными блинами («Если это случится снова, я не уверен, что вообще расскажу кому-либо об этом»). Подобные этому случаи неисключительны и, возможно, являются важными для понимания природы сообщений о НЛО.

## Рассказ Саймонтона
Сообщается, что во вторник 18 апреля, около 11 часов утра, Саймонтона привлёк некий звук вне помещения, подобный тому, который издаёт «шипованная резина на мокрой булыжной мостовой». Из окна он увидел над своим участком, невысоко над землёй, «сверкавший ярче хрома», похожий на тарелку (вероятно, это было похоже на собирающую линзу) предмет шириной около 30 футов (диаметр — 10 метров) и высотой 12 футов (4 метра). По краю объекта находилась труба 15-сантиметрового диаметра.
Саймонтон вышел во двор, как вдруг в верху объекта, как минимум в 1,5 метрах над землёй, нечто произошло, как если бы открылся люк. Через отверстие он якобы заметил трёх 5-футового роста (1,5 метра) темноволосых и смуглолицых (по его словам, «напоминали итальянцев») гуманоидов, выглядящих 26 — 30-летними мужчинами. «Одежда» на них была тёмно-синей и с высокими «воротниками». На лице растительности не увидел, существа носили вязаные, будто шерстяные, шапочки. Одно из них подошло к Саймонтону и при помощи жестов попросило воды — тот наполнил им водой из колонки непонятное «ведро» или «кувшин», точно никелированый, с двумя ручками.
Помещение, открывшееся ему «внутри» НЛО, было «подобно воронёному железу» или «цвета кованой стали». Ему показалось, что одно из существ сидело, как выразился впоследствии Джон Киль, «у какой-то приборной панели», а другое совершало действия, которые Саймонтон расценил как приготовление пищи («готовит еду на чём-то вроде гриля, но без огня»). Он видел подобие плиты, а возле неё — кучку блинов или лепёшек. Саймонтон далее будто бы указал на них существу с «ведром», и то, повернувшись, принесло ему четыре дырявые тёплые похожие на блины вещи 3 дюймов в диаметре, одна из которых, по словам Саймонтона, «имеет вкус картона».
После того, как объект около 5 минут был над землёй, это же существо словно бы потянуло трос (Валле: существо пристегнуло «к крючку на своей одежде что-то вроде ремня») — «люк» закрылся. Гудение, как от генератора, исходившее от объекта сменилось звуком «автомобильной покрышки на мокром асфальте». НЛО поднялся на 6 метров и улетел в южную сторону. Когда он пролетал над соснами, они сгибались.

## Расследование случая
Если верить Джону Килю, журналисту и уфологу, в тот же самый день «страховой агент Савино Борго, проезжая по 70-му шоссе в миле от фермы Симонтона, увидел нечто, что он позднее описал как тарелку, поднявшуюся диагонально в воздух и полетевшую параллельно шоссе» («НЛО: операция „Троянский конь“»). Также он описывает происходившие месяцем позже падения напряжения на электростанции, которые будто бы сопровождают «волны» наблюдений НЛО, кажущиеся ему загадочными авиакатастрофы…
Изучением случая занимались полиция, ВВС, Национальный комитет по расследованию воздушных феноменов. Никаких следов обнаружено не было. Но несмотря на это профессиональный уфолог США Джозеф Аллен Хайнек считал, что, «нет сомнений в том, что мистер Саймонтон воспринимал свой контакт как реальное событие», шериф Шредер, знающий Саймонтона более десяти лет, также не видел оснований сомневаться в искренности его показаний. Все знакомые Саймонтона, как пишут, ручались за его честность, в том числе и местный судья Картер, которому Саймонтон отдал одну из четырёх лепёшек. (Вторую подарил Хайнеку, третья отправилась в Национальный комитет по расследованию воздушных феноменов и после досталась Алексу Мибену из Нью-Йорка, четвёртую ел сам: «блинчик по вкусу напоминал картон».) Некто Секл Хесс: «Если я вообще когда-нибудь и видел честного и искреннего человека, то это Симонтон».
Впоследствии лепёшка «с НЛО» была передана на анализ в Федеральную лабораторию продуктов питания и медикаментов (Лабораторию продуктов питания и медикаментов министерства здравоохранения, образования и социального обеспечения США), и в ней не было обнаружено ничего необычного: «Лепёшка состояла из гидрогенизированных жиров, крахмала, гречишной шелухи, соевых бобов и пшеничных отрубей. Уровень радиации и бактериологический фон нормальные. Материал был подвергнут химическому воздействию до разрушения». Блинчики эти были изготовлены из пшеничной муки, соли и сливочного масла. Эксперты же ВВС предположили, что Саймонтон видел кратковременный сон.
Описывая этот случай, другой уфолог, Жак Валле сравнивает его с описанными в фольклоре случаями встречи с неизвестными мифологическими расами, обменивающимися с людьми пищей: рассказывается, например, что в Бретани фионы случайно уничтожили урожай гречихи у одной женщины, за что доставляли ей гречишные лепёшки в большом количестве. Также, некто Джон Макнейл из Барра рассказывал, что виделся с девушкой, которую приблизительно во второй половине XIX века похитили представители горного народа джентри и некоторое время заставляли её печь лепёшки. Также, если человек попадает к эльфам, то он ни в коем случае не должен пробовать их еды, поскольку рискует больше не вернуться назад; в Книге Бытия рассказывается о том, как Лот принимал у себя ангелов: «Он сделал им угощение, и испёк пресные хлебы, и они ели» — все эти явления, полагает Валле, родственны современным случаям «встреч» с энлонавтами.